# Courthouse Square

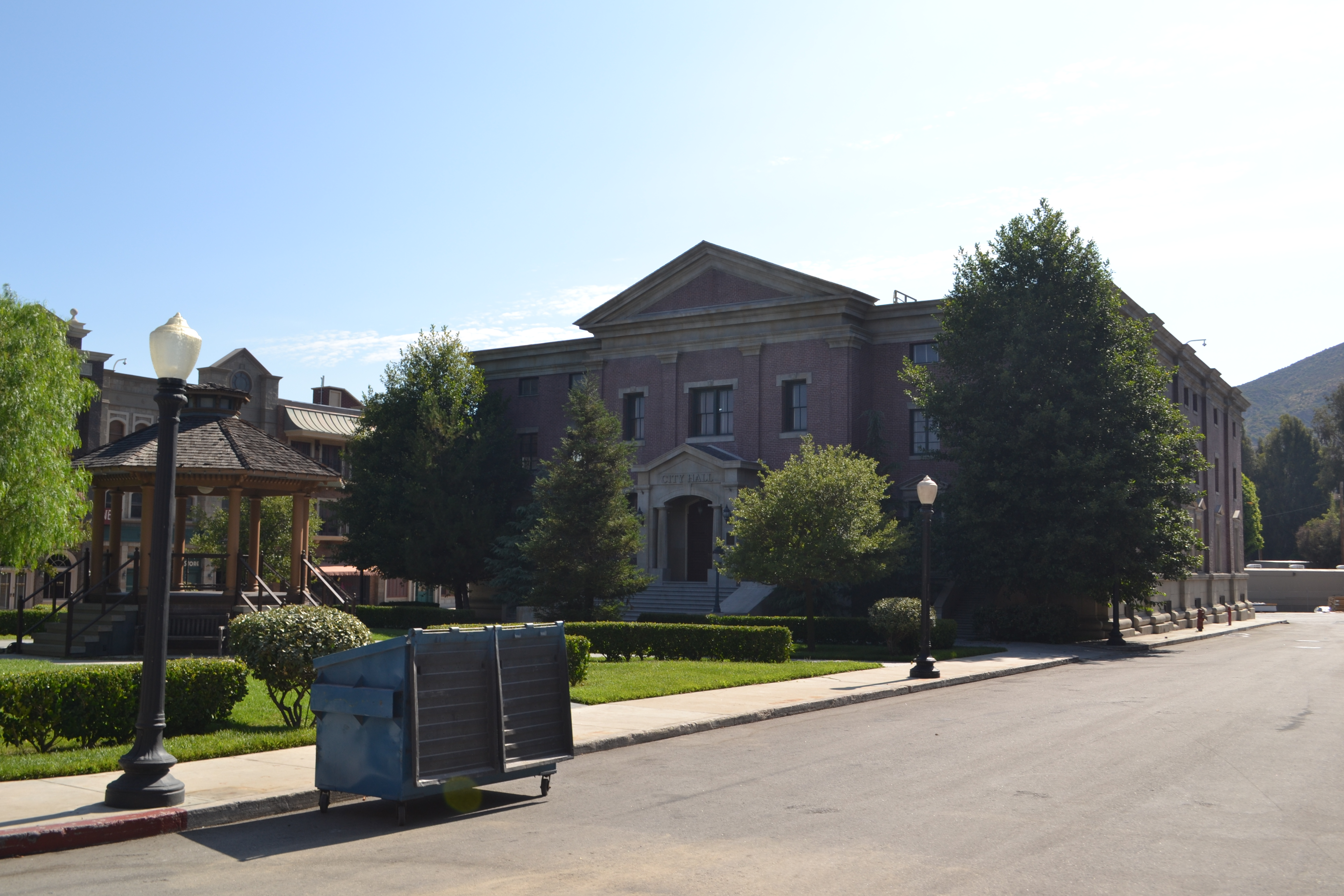
Courthouse Square in 2011

Courthouse Square (Nederlands: Gerechtsgebouwplein) is een backlot in de Universal Studios Lot in Universal City, Californië. De set bestaat uit verschillende gevels die een archetypisch Amerikaans stadsplein vormen met een gerechtsgebouw als middelpunt. De set werd gebouwd voor de film An Act of Murder uit 1948 en was te zien als het centrum van Hill Valley in de Back to the Future-trilogie en als Kingston Falls in de Gremlins-serie.
Voorafgaand aan de Back to the Future-trilogie stond het gebied bekend als Mockingbird Square (Spotvogelplein) vanwege de rol die het speelde in de film To Kill a Mockingbird. Het werd verschillende keren ernstig beschadigd door brand, onder andere in 1957, 1990 en 2008. Na elk incident werd het herbouwd.

## Branden
Op 1 juni 2008 brak in de vroege ochtenduren een brand uit op de backlot van Universal. Er werd gemeld dat Courthouse Square werd verwoest, hoewel de gevel van het gerechtsgebouw en de stadsgevel in het noorden nog overeind stonden. De King Kong-attractie en New York Street werden verwoest. De set was eerder beschadigd door brand in 1990.

## Filmproducties

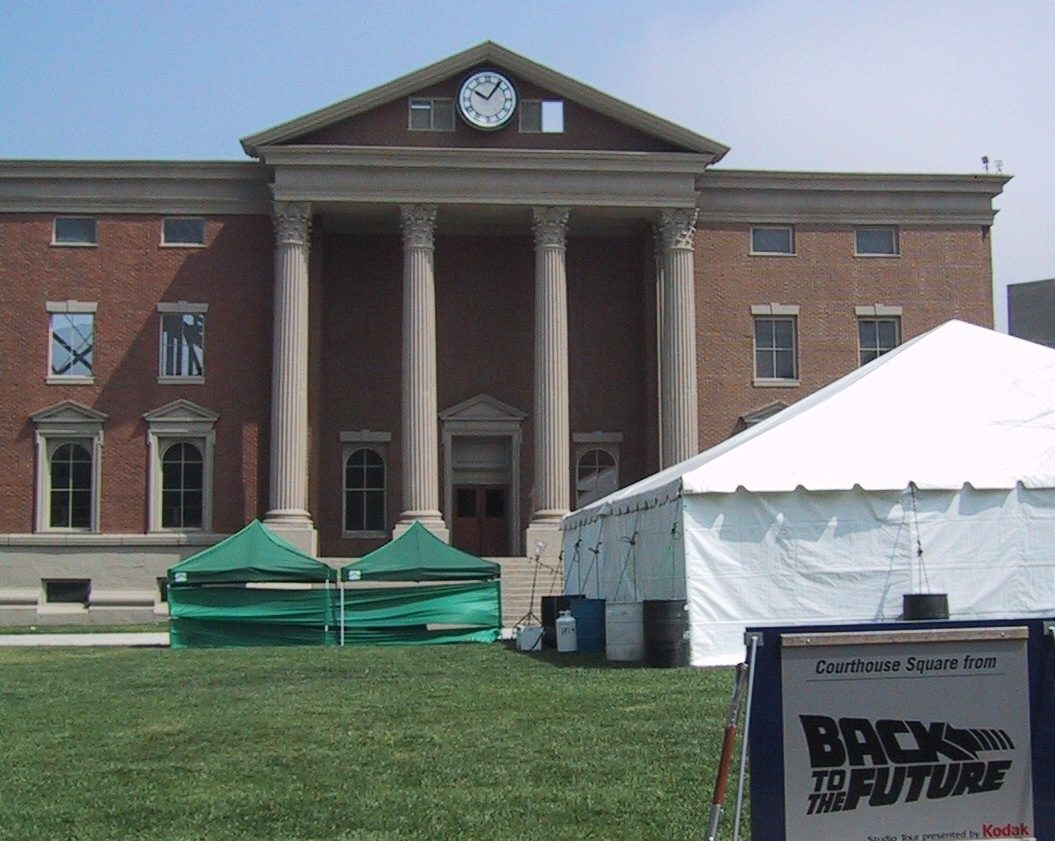
De set van Hill Valleys gerechtsgebouw op het backlot van Universal Studios

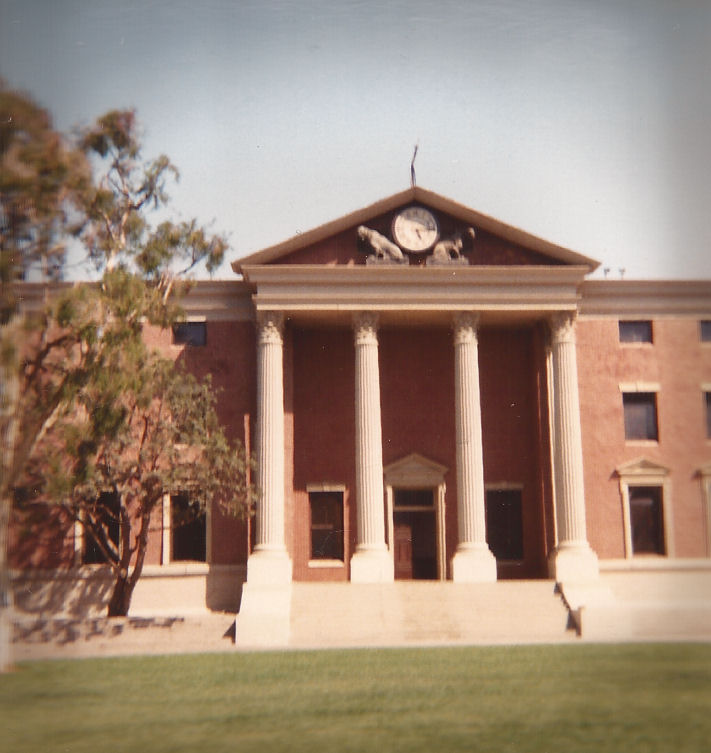
Courthouse Square in 1991, twee jaar na de opnames van Back to the Future Part II

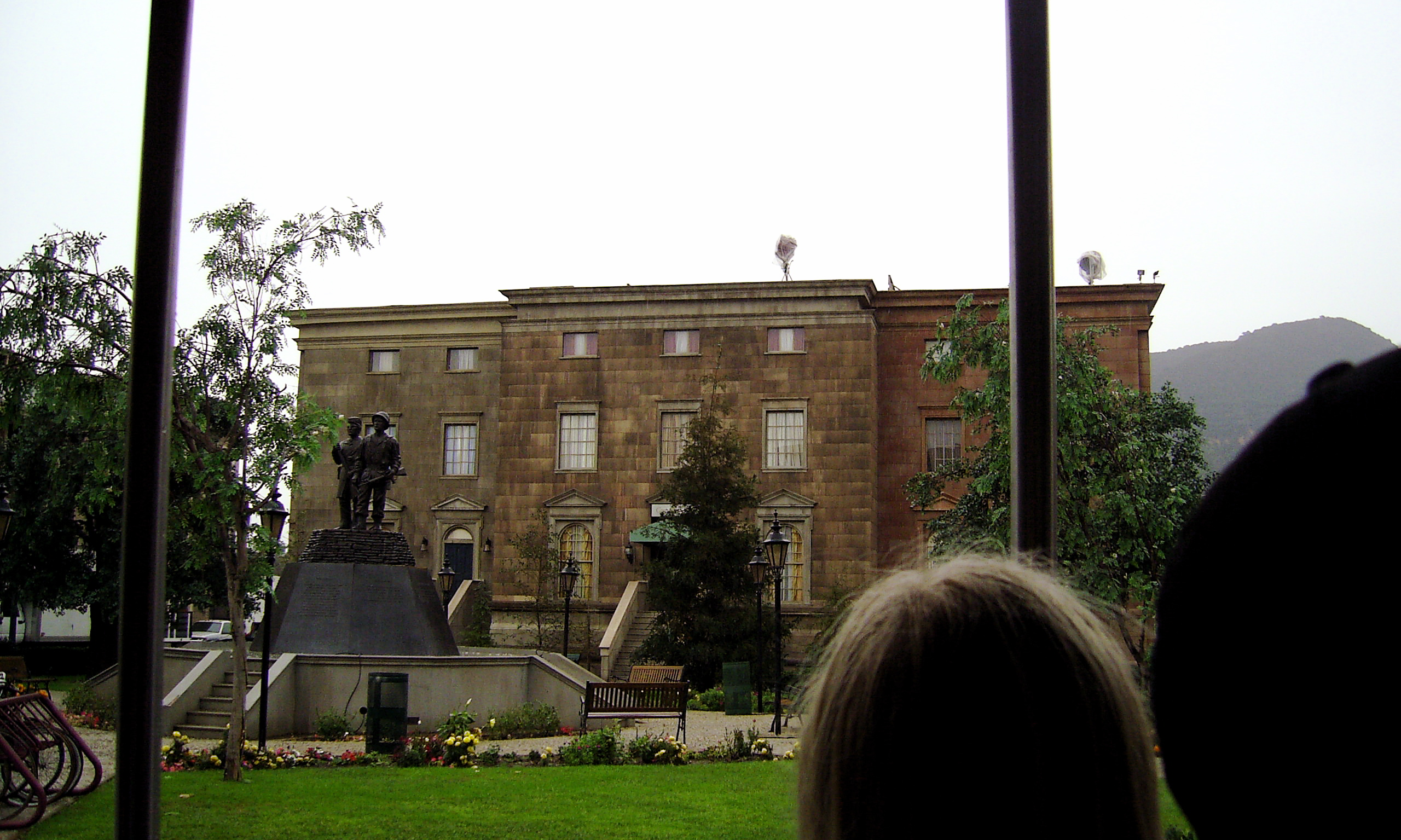
De set van Courthouse Square in 2006, voor de productie van het CBS-televisieprogramma Ghost Whisperer

Hieronder volgt een lijst van filmproducties die gebruik hebben gemaakt van de Courthouse Square set.
- An Act of Murder (1948)
- Ma and Pa Kettle (1949–1954)
- It Came from Outer Space (1953)
- Tarantula (1955)
- The Monolith Monsters (1957)
- Rock-A-Bye Baby (1958)
- Leave It to Beaver (1957–1963)
- The Twilight Zone: "Where Is Everybody?" (1959) en "Mr. Dingle, the Strong" (1961)
- Inherit the Wind (1960)
- To Kill a Mockingbird (1962)
- Bye Bye Birdie (1963)
- Village of the Giants (1965)
- The Reluctant Astronaut (1967)
- How to Frame a Figg (1971)
- The Alpha Caper (1973)
- The Incredible Hulk (1977–1982)
- The Misadventures of Sheriff Lobo (1978)
- Psycho II (1983)
- Simon & Simon (1981–1988)
- Knight Rider (1982–1986)
- Street Hawk: "Vegas Run" (1984)
- The New Leave It to Beaver (1984–1988)
- Gremlins (1984)
- Back to the Future (1985)
- The Midnight Hour (1985)
- Magnum, P.I. (1986)
- The Monster Squad (1987)
- Elvira: Mistress of the Dark (1988)
- Back to the Future Part II (1989)
- Sneakers (1992)
- Weird Science (1994–1998)
- Dr. Quinn, Medicine Woman (1994)
- Three Wishes (1995)
- The Nutty Professor (1996)
- Jingle All the Way (1996)
- Escape from L.A. (1996)
- Batman & Robin (1997)
- Casper: A Spirited Beginning (1997)
- Amistad (1997)
- That Darn Cat (1997)
- Buffy the Vampire Slayer (1998)
- Sliders (1999)
- The Offspring: "Why Don't You Get a Job?" (1999)
- Bruce Almighty (2003)
- The Cat in the Hat (2003)
- Ghost Whisperer (2005–2010)
- Falling Skies (2011–2015)
- The Campaign (2012)
- House M.D., seizoen 8: "The Confession" (2011/2012)
- Hairspray Live! (2016)
- Goosebumps 2: Haunted Halloween (2018)
- A.P. Bio (2020)
- Rutherford Falls (2021-2022)
- Ted (2024)
- MaXXXine (2024)